# Rotikus és nem-rotikus akcentusok
A rotikus, illetve a nem-rotikus akcentus kifejezéseket az angol nyelv dialektusainak felosztására használjuk a szerint, hogy milyen pozíciókban ejtik az r hangot az adott nyelvjárásban. Az elnevezés a görög ϱ betű nevéből (ró) ered.
A rotikus akcentus esetében minden r hangot ki kell ejteni, minden pozícióban. A nem-rotikus akcentusok esetében azonban csak magánhangzó előtt kell r hangot ejteni. Akcentusonként változó, hogy csak egy szóhatáron túlra is vonatkozik, hogy a magánhangzó előtt ejteni kell-e az r-t.
A legismertebb rotikus akcentus a General American, vagyis a sztenderd amerikai angol akcentus, míg a legismertebb nem-rotikus kiejtés a Received Pronunciation (RP), a brit sztenderd angol akcentus. A legtöbb amerikai akcentus rotikus, azonban találhatók nem-rotikus akcentusok is Amerikában. Ugyanígy a brit akcentusok között is található rotikus: ilyen például a skót akcentus.

## A nem-rotikus akcentusok jellemzői
Az összes nem-rotikus kiejtés közös jellemzője, hogy csak akkor ejtik az r hangot szóhatáron belül, ha a hangot magánhangzó követi. Tehát a red szóban kell ejteni az r hangot, mert magánhangzó követi, de sehol máshol nem kötelező ejteni. Azonban nem minden nem-rotikus akcentus egyezik abban, hogy mikor nem kell ejteni az r-t.
Abban a legtöbb nem-rotikus kiejtés egyezik, hogy mássalhangzó előtt nem ejtjük az r-t (pl. party), de eltérés mutatkozik abban, hogy szó végén mindig el kell-e hagyni. A konzervatív RP-t beszélők sosem ejtik szó végén az r-t, azonban a kevésbé konzervatív nyelvhasználók kötő-r-t ejtenek, ha a szó r-re végződik, és a következő szó magánhangzóval kezdődik ( her umbrella). A liberálisabb beszélőknél az is előfordul, hogy olyankor ejtenek r-t, amikor nem kellene, mert a szó nem tartalmaz ilyen hangot. Ez olyan helyeken fordul elő a szövegben, ahol lehetne r, vagyis az /ə/ és /ɔ:/ hangok és egy magánhangzó között: például az I saw it. kiejtése /aɪ ˈsɔ:rɪt/ az ilyen akcentusokban.

## A rotikus és nem-rotikus kiejtések eloszlása
Rotikus akcentusok:
- ír
- skót
- kanadai
- a legtöbb amerikai

Nem-rotikus akcentusok:
- a legtöbb angol
- ausztrál
- új-zélandi
- dél-afrikai